# Арасан
Араса́н (каз. Арасан) — село у складі Аксуського району Жетисуської області Казахстану. Адміністративний центр Арасанського сільського округу.
Населення — 1264 особи (2021; 1758 у 2009, 1549 у 1999, 2610 у 1989).